# BARB (イギリスの団体)
BARB (正式名: The Broadcasters' Audience Research Board) はイギリス国内のテレビ視聴動向を調査・分析し、視聴者数データを公表する機関。日本における株式会社ビデオリサーチの担う役割に類似する。イギリス最大の民間テレビ局ITVの視聴者数を集計していたJICTAR (Joint Industry Committee for Television Audience Research) と、公共放送局BBCの社内視聴調査部門が担っていた機能を集約する形で、1981年にBARBが設立された。
現在はBBC、ITV、チャンネル4、チャンネル5、スカイUKの5局と、メディア・広告業界団体IPAの共同出資によって運営されている。

## 事業概要

### 集計対象
視聴者数の集計対象は、イギリス国内で視聴できるテレビ番組である。イギリスのテレビ局だけでなく外資系も含まれる。ただし、ネットフリックスに代表されるオンデマンド配信専業の視聴アクセス数は随時公表しておらず、調査レポート内で言及するに留まっている。

### 集計結果の公表
- 同日視聴者数 (‘viewing on the same day as live’またはVOSDAL): リアルタイム視聴者と、録画して放送当日に視聴した人数の合算
- 週間視聴者数: 放送翌日から7日以内に録画視聴した人数 ('time-shifted'または'catch-up') とVOSDALの合算
- 月間視聴者数: 放送翌日から28日以内に録画視聴した人数とVOSDALの合算

これらの数字をテレビ番組別に集計し、公式サイト上で随時公表している。
また同サイト上では、週間・月間視聴者数トップ10などの指標をテレビ局別や番組ジャンル別に検索することもできる。

### 集計手法
集計機器とソフトウェアを使い、調査パネルと呼ばれる調査参加世帯のテレビ視聴状況を集計している。調査パネルを母集団とし、イギリス全土に拡大推計する方法で、テレビ番組の視聴数を算出している。
調査パネルは現在、全英5,100世帯 (12,000人相当)。2016年の国勢調査によると、イギリス総人口は65,648,100人と推計されることから、BARBの調査パネル1名で5,000人以上の視聴傾向を拡大推計している計算になる。
BARBは一部業務を3社に外部委託している。RSMB社は視聴者調査アンケートの設計、アンケート内容の品質管理と集計手法の適正化を担当している。
RSMBが設計した調査アンケートに基づき、Ipsos MORI社が継続的に視聴世帯動向の変化を調査する。世帯年収、年齢、居住地域、視聴端末などの属性割合がイギリス全体の平均値に近づくよう、調査結果に基づいてBARBの調査パネル5,100世帯の構成を適正化させている。
Kantar Media社は、調査パネルに選定された世帯への集計機器の設置業務を担っている。当初は集計機器はテレビの上に設置されていたが、近年はパソコンやタブレット端末への集計ソフトウェアのインストールも行っている。テレビ用集計機器には専用リモコンが付属し、4歳以上の世帯内の家族全員にリモコンのボタンがそれぞれ割り当てられている。視聴開始・終了時に視聴者が自分のボタンを押すことで、誰がどの番組を視聴しているのか捕捉できる仕組みとなっている。
視聴データが各世帯で記録されてからKantar Media側に送信されるまで15秒を要し、リアルタイムの視聴数集計は1分単位で行われている。深夜2時に前日の全番組データを集計し、拡大推計して午前9時半に同日視聴者数を公表している。

### 集計結果の活用
テレビ局や広告代理店がBARBの公表値を参照し、コマーシャルの効果などのトレンド分析に利用している。また番組視聴者数に応じて広告代理店からテレビ局に広告料が支払われることから、テレビ局の収益にBARBの公表値は大きな意味を持つ。

## 評価と課題

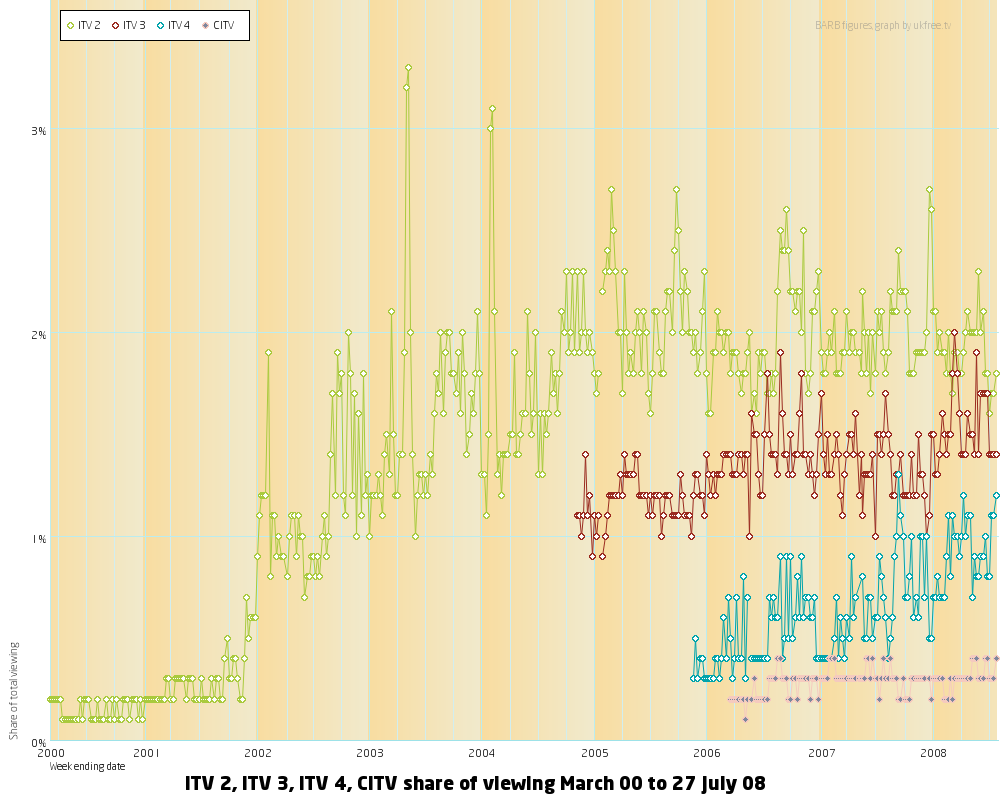
ITVのデジタル視聴率推移 (2000年 - 2008年)

テレビ番組のオンライン視聴が普及するに伴い、伝統的なテレビ端末での視聴者数が減少した。フィナンシャルタイムズは2015年、「テレビ局も広告主も、オンライン視聴を勘案した包括的な視聴者数データがないと不満を募らせている」と報じた。BARBの代表 (chief executive) を務めるジャスティン・サンプソンも「オンデマンド配信BBC iPlayerの視聴数が分からない」「iPadで視聴している人数を捕捉する解決策はあるが、完全に実用化できていない」と2014年時点で認めている。